# 第三条道路
第三条道路（英語：Third Way），又称现代化社会民主主义（Modernised Social Democracy），是一种走在自由放任资本主义和传统社会主义中间的一种政治经济理念的概称[與來源不符]。它由中间派所倡导，是社会民主主义的一个流派，英国工党称其为「现代化的社会民主主义」。它的中心思想是既不主张纯粹的自由市场，也不主张纯粹的社會主義，主张在两者之间取折衷方案。

## 特色
第三条道路不只单单是走在中间，或只是一种妥协或混合的东西，它的提倡者知道社会主义和资本主义都有不足之处，所以偏向某一端也不好，它是揉合了双方主义的优点，互补不足而成的政治哲学。
第三条道路主要内容按照捷克經濟學家奧塔·希克总结为：“人文關懷”和“經濟效率”的結合，也是“國家計劃干預”和“合作社式自主企業市場競爭”（市场经济）的結合，是一种“混合經濟”的道路。
比尔·克林顿在任美國總統期间（1993－2001），领导下的民主黨由於在1994年的國會選舉慘敗，失去國會兩院的控制權，由於共和黨控制國會兩院，克林頓政府為了希望在兩院得到共和党溫和派的支持通過法案，決定推行中間派路線，强调政府在财政上的保守、用一系列所谓“工作福利”的政策来代替旧有的“高福利”政策以及对于自由市场的维护功能。但是同时，这些政治家避免将自身与纯粹的“自由放任主义”经济学和其他自由主义相混同。
一般认为，第三条道路不是一种意识形态，因为其不涉及到政治运动。试图将第三条道路政治化的努力被称为激进中间派。

## 起源
这个名称最早于1900年代庇护十一世提出，他认为资本主义和社会主义都不合适，希望找到走在资本主义和社会主义中间的“第三条道路”，其后不断有人开始在这条道路上不停钻研，但当时这个概念还是相当模糊。
1938年，英国保守党代表麦克米伦写了一本名为《中间路线》（The Middle Way）的著作，其后他在1957年至1963年就任英国首相也是套用这个政治理念来管治英国。
1950年代，这种观点被德国秩序自由主义经济学家威廉汉姆·勒普克所发展完善为社会市场经济。
1960年代，著名的捷克经济学家奧塔·希克对理论化整套第三条道路作出重大的贡献。
到了1980年代，右翼的英國首相撒切尔夫人政府和美國總統雷根政府，将经济上缓和管制、个人主义以及全球化等理念融合进主流的左翼思想，许多政治家倾向于用“第三条道路”来形容这种新政。而这个名称也经常被作为新自由主义社会经济政策的别称。就这样，这个理念成为现代欧洲民主社会中一种非常重要的思想。尤其对于一些歐美社会民主党派和美国民主党成员来说，这个理念是其核心思想。
曾任英国首相的托尼·布莱尔受到英国社会学家安東尼·吉登斯影响，1997年英國大选，他在竞选期间以“第三条道路”作出竞选口号，工党放棄過往激進的左翼路線，重新定位，结果使工党經歷在野18年后，终于赢得了大选，重新上台，故他被视为体现“第三条道路”理念的代表。布萊爾認為，傳統左派主打國家統治和高稅率，新右派主打個人主義和市場決定論，否定社會團結，所以他主張「第三條道路」，包涵「大膽的民營化」、「降低社會福利標準」和加大政府对公共设施的投资。有些人却误以为“第三条道路”是由托尼·布莱尔提倡或创造的，其实是错误的。
1998年9月，德國的格哈德·施罗德所領導的社會民主黨在野16年後終於赢得了大选，和綠黨組成聯合政府。
當時歐盟15個會員國中，除了西班牙及愛爾蘭外，執政黨全部是中間偏左的社会民主主義政黨所領導的聯合政府。
2000年，薩帕特羅成為西班牙工人社會黨領袖後開始推行類似路線的政策，稱之為「Nueva Vía」，2004年至2011年出任西班牙首相。

## 批评
第三条道路也经常被评论为原有的“带有少数社会主义性质的资本主义取代社会主义制度”的社会民主主义观念，以及社會民主黨派为了赢得选举，放棄過去激進的左翼道路而选择的一种手段。不少左派的支持者认为第三条道路理论最终是以勞動阶层和穷人的牺牲来换取大企业的支持，獲取利益和社会福利，甚至認為社會民主黨派的第三條道路實際上是把黨右傾化，以免讓右翼的保守派政黨可以長期取得選舉優勢。由於社會民主黨派走第三条道路，因而在近二十年的選舉中，增加了不少中產選民的支持，但又沒有失去基層的基本支持基礎。前英国首相托尼·布莱尔和前德国總理格哈德·施罗德等都是实行这种政策的典型中間派政治家代表。
无论在欧美或其他地区的国家，其结论都是一致的，即人民都希望有一个真正全力为人民服务，保护人民，以人民为中心的政府。但是必须留意的是，这种情况在过去是不可能的。以欧洲为例，东欧企图避开一个由政府主导的社会；西欧则试着躲避一个由市场主导的社会。所以无论东欧或西欧彼此都在寻求一个最有活力和能力的政府，一个最可以平衡两者，支持人民生活最大福祉的政府。冷戰后过去二十年的经验裡，东欧及拉丁美洲各国虽然拥有了自由思想与舆论，却仍无法压抑或摒弃官僚积习。这正是“第三条道路”主要的讨论问题。